# L'Enlèvement d'Europe (Cavalier d'Arpin)
Pour les articles homonymes, voir L'Enlèvement d'Europe.
L'Enlèvement d'Europe – en italien Ratto di Europa – est un tableau réalisé vers 1603-1606 par le peintre italien surnommé le Cavalier d'Arpin. De format vertical, cette huile sur panneau est une peinture mythologique qui représente l'enlèvement d'Europe par un taureau gris, Jupiter métamorphosé. Sa composition comprend dans le coin supérieur gauche Cupidon décochant une flèche depuis un aigle noir. L'œuvre est conservée à la Galerie Borghèse de Rome.